# Fondation Nordhav
La Fondation Nordhav est une institution SS fondée en 1939 par Reinhard Heydrich.

## Historique

### Initiation et fondation
Nordhav est un mot ancien signifiant la mer du nord; c'est aussi le nom d'une petite ferme de la côte de Vitzdorf sur l'île de Fehmarn. L'idée de cette fondation venait du désir de Himmler de créer sur Fehmarn un musée consacré à la civilisation germanique à la suite des sarcasmes d'Hitler qui constatait qu'à l'époque où Rome et Athènes étaient à leur apogée, les peuples germains vivaient dans des maisons de boue. Himmler avait été enthousiasmé par les restes archéologiques que lui avait montrés Peter Wiepert, un cousin de Lina Heydrich, sur Fehmarn lorsqu'il avait visité l'île en 1935 -en particulier le "vitzbyer steenkiest", une tombe mégalithique située sur le terrain du domaine de Katharinenhof. Les Heydrich n'avaient pu en 1934 acquérir eux-mêmes une propriété sur Fehmarn et s'étaient rabattus sur la construction de leur propre maison. 

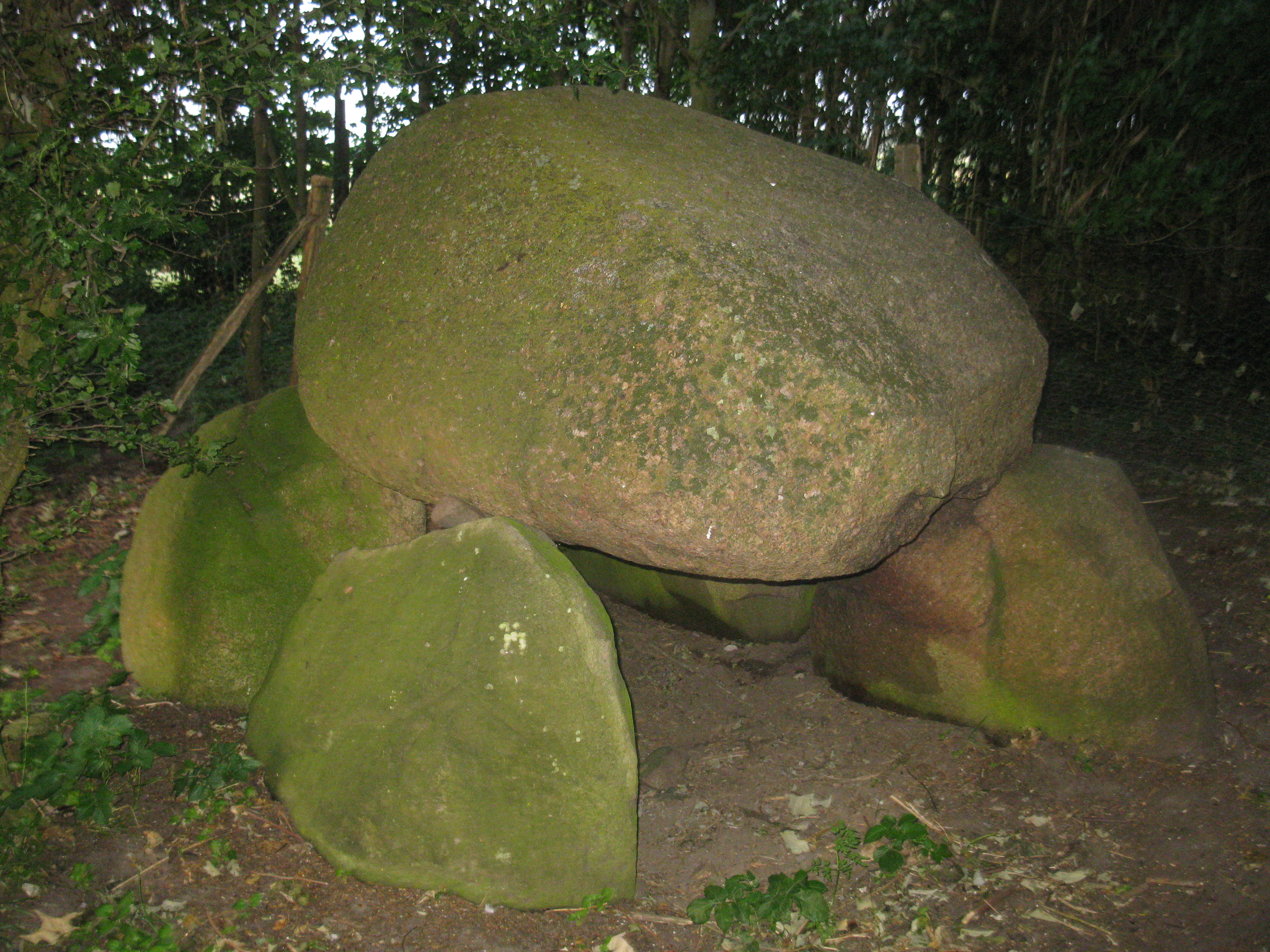
Dolmen de Fehmarn (Alversteen).

Pour cette raison, Heydrich, Lina et Albert Sievers rendirent visite à Wiepert en 1939 pour l'informer que les fonds pour acquérir Katharinenhof  où se trouvait le site préhistorique avaient été réunis. Cependant, il n'était pas prévu que le site situé près de la résidence de vacance de Heydrich devienne un musée, mais la propriété de l'État, destiné à être un lieu de vacances pour les SS.
La proximité de Katharinenhof et de la villa de Wannsee avec les propres résidences de Heydrich pouvait lui permettre d'en faire un usage personnel ayant l'apparence de l'affectation voulue par son supérieur. Auparavant, il lui avait été extrêmement difficile d'obtenir le financement de l'acquisition des deux terrains, car le ministre des finances du Reich, Lutz Schwerin von Krosigk, s'opposait aux demandes de la SS et de la Gestapo, mais à présent, il avait accès à la caisse noire de liquidités provenant des juifs allemands déportés.
La fondation fut créée par Heydrich le 30 juillet 1939 pour faire des transactions immobilières et financières pour le compte de la SS. Sa principale activité était d'acheter des propriétés pour en faire des centres de loisirs pour les SS et la Gestapo. Les quatre administrateurs désignés dans les statuts furent Werner Best, Walter Schellenberg, Kurt Pomme (de) et Wilhelm Albert. La fondation fut officiellement reconnue par le secrétaire d'État  Wilhelm Stuckart le 3 août 1939.

### Biens et utilisation

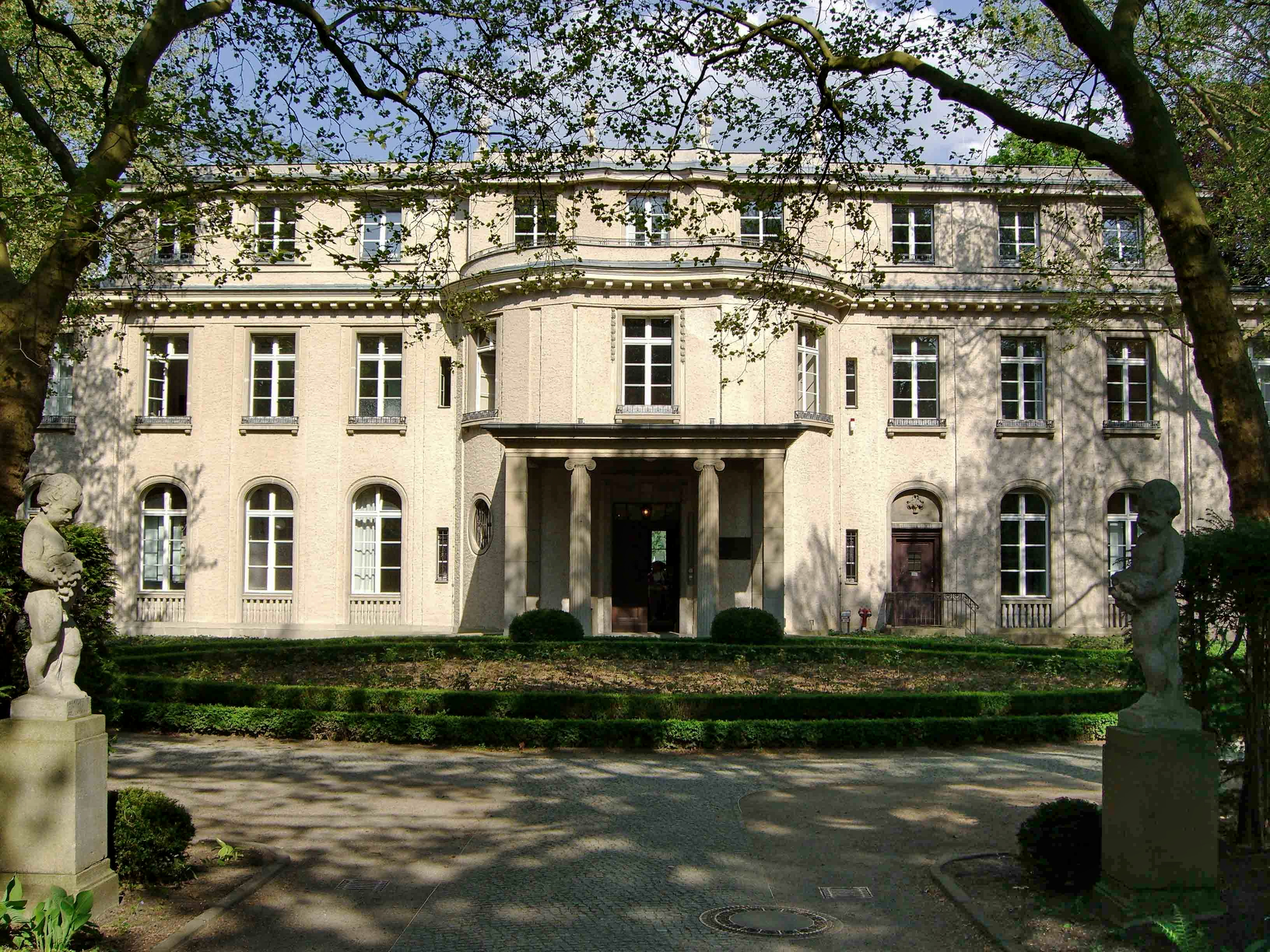
Villa de Wannsee où fut concrétisée la solution finale le 20 janvier 1942

La fondation conformément à son objet acquit plusieurs terrains: 
- Le 3 août 1939, Schellenberg acheta à trois individus pour la fondation 11 hectares de Katharinensof sur Fehmarn pour 80 000 reichsmarks[2]. Ces terrains furent ensuite administrés par Peter Wiepert dont la fondation avait aussi acheté la collection d'objets archéologiques.
- En novembre 1940, Hans Nockmann et Rudolf Bergmann achetèrent pour 1,95 million de reichsmark à l'industriel Friedrich Minoux la Villa Marlier à Wannsee où se déroula le 20 janvier 1942 la Conférence de Wannsee[3]. Une fondation ne pouvant selon le code civil acquérir un bien à ce prix, Heydrich fut caution lors de cette transaction. Cette villa était proche du domicile berlinois de Heydrich au 14 Augustastrass (maintenant: Reifträgerweg 14) et fut après travaux immédiatement utilisée pour la conférence de Wannsee après publicité de sa destination dans le journal Befehlblatt en tant qu'hôtel destiné aux SS qui leur offrait toutes les commodités pour 5 reichsmarks lors de leur séjour à Berlin. Après cette acquisition, les statuts de la fondation furent modifiés de sorte qu'Heydrich puisse faire un usage personnel de la villa.
- Le 17 juin 1941, la fondation informa le maire qu'elle souhaitait acquérir la propriété Zum Heckerhorn 16/18, possédée par Ernest et Martha von Simson, résidant en Angleterre, laquelle fut confisquée par la Gestapo[4]
- Le terrain Am Grossen Wannsee 46/48 appartenant à Franz Oppenheimer, l'un des directeurs de IG Fabric, fut transféré au parti nazi le 15 août 1940 par une procédure d'aryanisation forcée.

## Après la guerre
En 1945, le président de la fondation était Rudolf Bergmann, mais il disparut ensuite sans laisser de trace. La villa de Wannsee eut plusieurs destinations avant de devenir un musée en 1992. Katharinenhof est actuellement un musée.